# Nadine (EP)
Nadine é o primeiro extended play (EP) da artista irlandesa Nadine Coyle. Foi lançado em 22 de março de 2018 pela Virgin EMI Records. Produzido por Xenomania (Brian Higgins) e Commands, o novo material de Coyle começou a ser desenvolvido no final de 2014 e 2015, depois de ganhar inspiração enquanto colaborava com Higgins novamente. No dia do lançamento, o EP alcançou o terceiro lugar na parada de álbuns do iTunes do Reino Unido.

## Antecedentes e criação
O extended play é o primeiro EP de Coyle, e o primeiro disco solo após o lançamento de Insatiable em 2010.
Em 16 de setembro de 2014, Coyle anunciou que ela e Higgins começaram a trabalhar em produção de material de um segundo álbum solo. Em 2015, Coyle afirmou que ela estava "gravando o álbum" e que seria lançado no mesmo ano, mas os planos falharam e isso não aconteceu. Em julho de 2017, foi anunciado que Coyle havia assinado um contrato de gravação com a Virgin EMI Records. Um novo single, "Go to Work", foi anunciado em 23 de agosto de 2017 e foi lançado em 8 de setembro de 2017. Um videoclipe para a música foi lançado no YouTube em 15 de setembro de 2017, uma semana após o lançamento da música.

## Lançamento
Antes de seu lançamento, Coyle lançou o single "Go to Work", que chegou ao número 57 no UK Singles Downloads Chart e número 52 na Escócia. Após o lançamento do single, o EP de quatro faixas foi anunciado em 5 de fevereiro de 2018.
Todas as quatro músicas do EP foram lançadas quinzenalmente; "Girls on Fire" foi lançado em 8 de fevereiro de 2018, "Gossip" foi lançado em 23 de fevereiro de 2018, "September Song" foi lançado em 9 de março de 2018 e finalmente "Something in Your Bones", lançado em 22 de março 2018. Para marcar o lançamento do novo EP, Coyle realizou uma sessão de perguntas e respostas no Twitter com os fãs.

## Recepção da crítica
Lauren O'Neill da Noisey UK descreveu o EP como "pop britânico descarado" e manteve uma "fórmula de intemporalidade relativa" comparável à do Girls Aloud. Cliff Carter do GNI MAG disse "Na maior parte do tempo, o EP puxa o estilo vocal de Nadine como vocalista principal do Girls Aloud. Isso não é ruim, no entanto, seguindo os anos desde a separação [do grupo] existe agora uma nostalgia feliz pelas pegadas, em vez de uma repetição preguiçosa das fórmulas antigas que vemos em alguns lugares."

## Faixas
| N.º            | Título                                | Producer(s)        | Duração |  |
| 1.             | "Girls on Fire"                       | Xenomania Commands | 3:35    |  |
| 2.             | "Gossip"                              | Xenomania Commands | 4:16    |  |
| 3.             | "September Song" (cover de JP Cooper) | Xenomania Commands | 3:31    |  |
| 4.             | "Something in Your Bones"             | Xenomania Commands | 3:04    |  |
| Duração total: | Duração total:                        | Duração total:     | 14:26   |  |